# Northleach with Eastington
Northleach with Eastington é uma paróquia e cidade do distrito de Cotswold, no condado de Gloucestershire, na Inglaterra. De acordo com o Censo de 2011, tinha 1854 habitantes. Tem uma área de 21,97 km². Esta paróquia é formada pela cidade de Northleach e pelo hamlet de Eastington.